# Епархия Апукараны
Епархия Апукараны (лат. Dioecesis Apucaranensis) — епархия Римско-Католической церкви с центром в городе Апукарана, Бразилия. Епархия Апукараны входит в митрополию Лондрины. Кафедральным собором епархии Апукараны является церковь Пресвятой Девы Марии Лурдской.

## История
28 ноября 1964 года Римский папа Павел VI издал буллу «Munus apostolicum», которой учредил епархию Апукараны, выделив её из епархий Лондрины и Кампу-Морана. Первоначально епархия Апукараны входила в митрополию Куритибы.
31 октября 1970 года епархия Апукараны вошла в митрополию Лондрины.

## Ординарии епархии
- епископ Romeu Alberti (1965—1982)
- епископ Domingos Gabriel Wisniewski (1983—2005)
- епископ Luiz Vicente Bernetti (2005—2009)
- епископ Celso Antônio Marchiori (2009 — 13.12.2017)
- епископ Carlos José de Oliveira (с 12.12.2018[1] — по настоящее время).

## Источник
- Annuario Pontificio, Ватикан, 2007
- Булла Munus apostolicum (лат.)